# Valčík na rozloučenou
Valčík na rozloučenou je román Milana Kundery z roku 1972 napsaný v češtině. Pojednává o láskách a nenávistech mezi osmi postavami v československém lázeňském městečku během raných sedmdesátých let. Román byl poprvé vydán roku 1976 ve francouzském překladu (La valse aux adieux, překlad François Kérel, Gallimard, Paris), v českém originále o tři roky později v exilovém nakladatelství '68 Publishers v Torontu. Definitivní autorizovaná verze vyšla francouzsky v nakladatelství Gallimard roku 1986.

## Obsah románu
Kniha je rozdělená na pět kapitol, které odpovídají pěti dnům, ve kterých se příběh odehrává. Slavný trumpetista Klíma se dozvídá od jednoho ze svých objektů záletů, Růženy, mladé a povrchní dívky, že s ním čeká dítě. Klíma, sžírán žárlivostí své milující ženy Kamily, kterou i on horoucně miluje, a své nevěry odůvodňuje právě svou nehynoucí láskou k ní, je nucen situaci řešit. Odjíždí do lázeňského městečka, kde Růženu svedl a tam jí předstírá svou lásku. Zároveň Růženu přemlouvá, aby si dítě nechala vzít, Klíma chce totiž trávit čas pouze s ní a dítě by jim to jen kazilo.
Jakub, který se celý život cítí být ukřivděnou obětí tehdejších politických procesů a chce nyní emigrovat, současně přijíždí do městečka, aby se zde rozloučil se svou schovankou Olgou a primářem gynekologie Škrétou. Ten zde léčí neplodné ženy a vynalezl nový způsob léčby – při vyšetření oplodní ženy svým semenem ve zkumavce – chce tak zajistit pokrok lidstva, do tohoto plánu chce zapojit i Jakuba. Olgu vytáčí, že se k ní Jakub chová stále s otcovskou péčí, chce, aby ji viděl jako ženu, a tak ho svede. Olze se také svěří s jedem, který mu kdysi vyrobil Škréta, jako poslední záchranu a aby mohl být vždy pánem situace. Při nešťastné náhodě v restauraci si Jakub vymění tabletu s tabletou Růženy, ale než se rozhodne, zdali podnikne potřebné kroky k záchraně, uvědomuje si, že se stal potenciálním vrahem.
Růžena, přemluvená k potratu, se s tím svěřuje svému milenci Františkovi, který ji miluje, ale on je pro ni přítěží. František, který je přesvědčen, že dítě je jeho, Růženu rozčílí, a tak požije onen jed, místo tablety na uklidnění, a ta ji zabíjí.
Za Klímou do lázní přijíždí ze žárlivosti jeho žena Kamila, když spolu odjíždí, Kamila, podnícená tím, že mu nemůže dokázat jeho nevěru, si poprvé uvědomuje, že na něj není tak vázaná a dokáže si představit, že jednou bude bez něj.
Komičnost postav, jejich snaha si pořád něco dokazovat, potřeba neustále se vymanit svému osudu, přesahuje jindy tak tragickou záležitost, jako je smrt.

## Česká vydání
- Valčík na rozloučenou, '68 Publishers, Toronto 1979.
- Valčík na rozloučenou, Atlantis, Brno 1979 a 2008.